# انتشارات میر

انتشارات میر (روسی: Издательство "Мир") از ناشران مهم اتحاد جماهیر سوسیالیستی شوروی که همچنان در روسیه کنونی فعالیت می‌کند. این انتشارات در سال ۱۹۴۶ به دستور شورای وزیران اتحاد شوروی تأسیس شد و از آن زمان در مسکو، روسیه مستقر است. به دلیل تأمین دولتی بودجه آن، کتاب‌های آن قیمت نازلی داشتند.